# 綿億

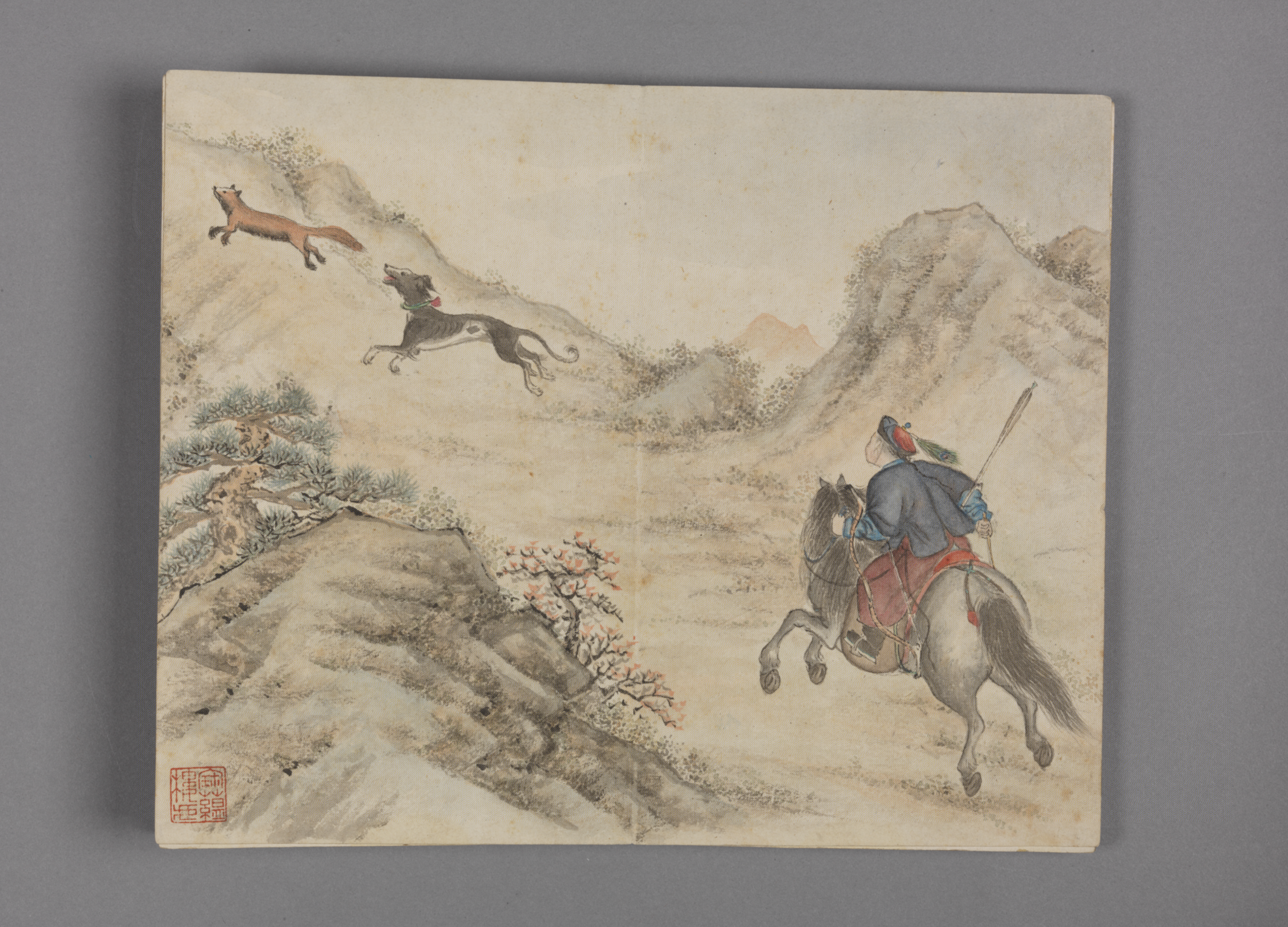
绵亿绘《猎骑图》（北京故宫博物院藏）

榮恪郡王綿億（穆麟德轉寫：miyan i；1764年9月10日—1815年4月14日），乾隆帝之孙、榮親王永琪第五子，生母榮親王側福晉索綽羅氏。

## 生平
乾隆廿九年八月十五日生，出生時為雙胞胎，但雙胞胎兄長早夭。生母索綽羅氏，即左都御史观保之女。綿億聰慧機敏，文靜內斂，又熟讀經史，擅長書法，乾隆帝十分欣賞，遂親命綿億在尚書房讀書。加上永琪英年早逝，而其六子中僅綿億一人能長成，故乾隆特別疼惜自幼失去父親的他。綿億於乾隆四十九年，封貝勒。
嘉庆四年（1799年），晋荣郡王，嘉慶帝對這位只小自己幾歲的侄子倒也十分照顧。儘管在嘉慶十一年（1806年），由於綿億為兩子取名時私用金字偏旁曾被嘉慶帝斥責，更以「不似近支，自同疏遠」為由，命綿億退出乾清門並在外廷當差，亦革除他領侍衛內大臣、管園大臣等職務。及後綿億替兩子更名為糸字偏旁。嘉慶十八年（1813年），京城發生癸酉之變，綿億眼看有些王公們毫不在乎的樣子，就正色道：「皇上是吾輩何人？即使以親誼論，也應當代上分憂，況萬乘之尊乎？」綿億亦懇請嘉慶帝速還京師，以穩定人心。其英勇剛直得到嘉慶帝讚賞而刮目相看，官職不但一陣子就恢復了，且自此倍受嘉慶帝的寵愛與重用，因此嘉慶帝常说道：「朕侄辈惟綿億有骨肉情也」。嘉慶二十年三月五日，與父親一樣體弱的綿億病逝，終年五十一歲，謚曰「恪」。

## 家庭
- 嫡福晉章佳氏，筆帖式阿思達之女。
- 側福晉王佳氏，锡德之女。
- 妾，李氏。
  - 二子：
    - 第一子奕繪（嫡夫人赫舍里氏，副都統福勒洪阿之女）
    - 第二子奕縯。